# Prosopocera maculosa
Prosopocera maculosa là một loài bọ cánh cứng trong họ Cerambycidae.